# Jaroslav Maňák
Jaroslav Maňák (8. března 1881 Stádlec u Tábora – 16. července 1965 České Budějovice) byl český středoškolský profesor, meteorolog a klimatolog.

## Životopis
Jaroslav Maňák se narodil 8. března 1881 ve Stádlci u Tábora. Vystudoval matematiku a fyziku na filozofické fakultě Karlovy univerzity v Praze. Státní zkoušky složil v roce 1906. Ve stejném roce začal pracovat jako středoškolský profesor v Plzni. O pět let později odešel učit do Českých Budějovic, kde zůstal až do svého odchodu do důchodu. Vyučoval matematiku a fyziku.
Mimo školství se převážně věnoval motorismu, letectví, meteorologii a ekologii. Po úmrtí Stanislava Čečka převzal vedení Jihočeského aeroklubu a řídil Masarykovu leteckou ligu. Podílel se na výstavbě letiště v Plané, nebo na rekonstrukci letiště v Dubičném.

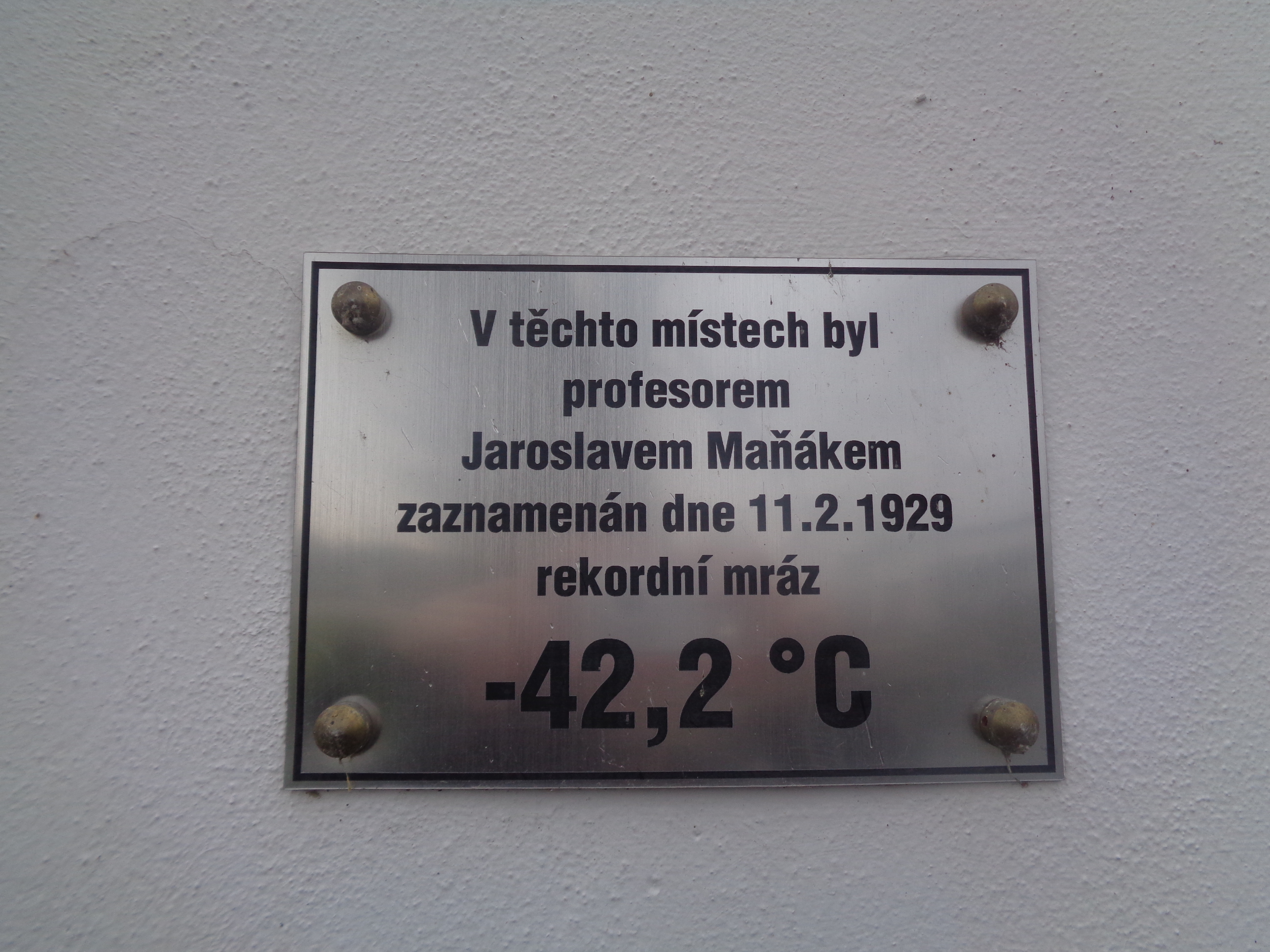
Pamětní deska ve Stecherově mlýně v Českých Budějovicích

V říjnu 1928 byla založena v Českých Budějovicích Jihočeská astronomická společnost. V čele stály známé budějovické osobnosti – Karel Vodička, Jaroslav Maňák, Jan Fejtek, Antonín Kubíček, bratři Švehlové a mnozí další.Jako amatérský meteorolog sledoval a měřil teplotu vzduchu ve Stecherově mlýně v Litvínovicích u Českých Budějovic, kde naměřil nejnižší teplotu vzduchu minus 42.2 stupňů Celsia dne 11. února 1929.

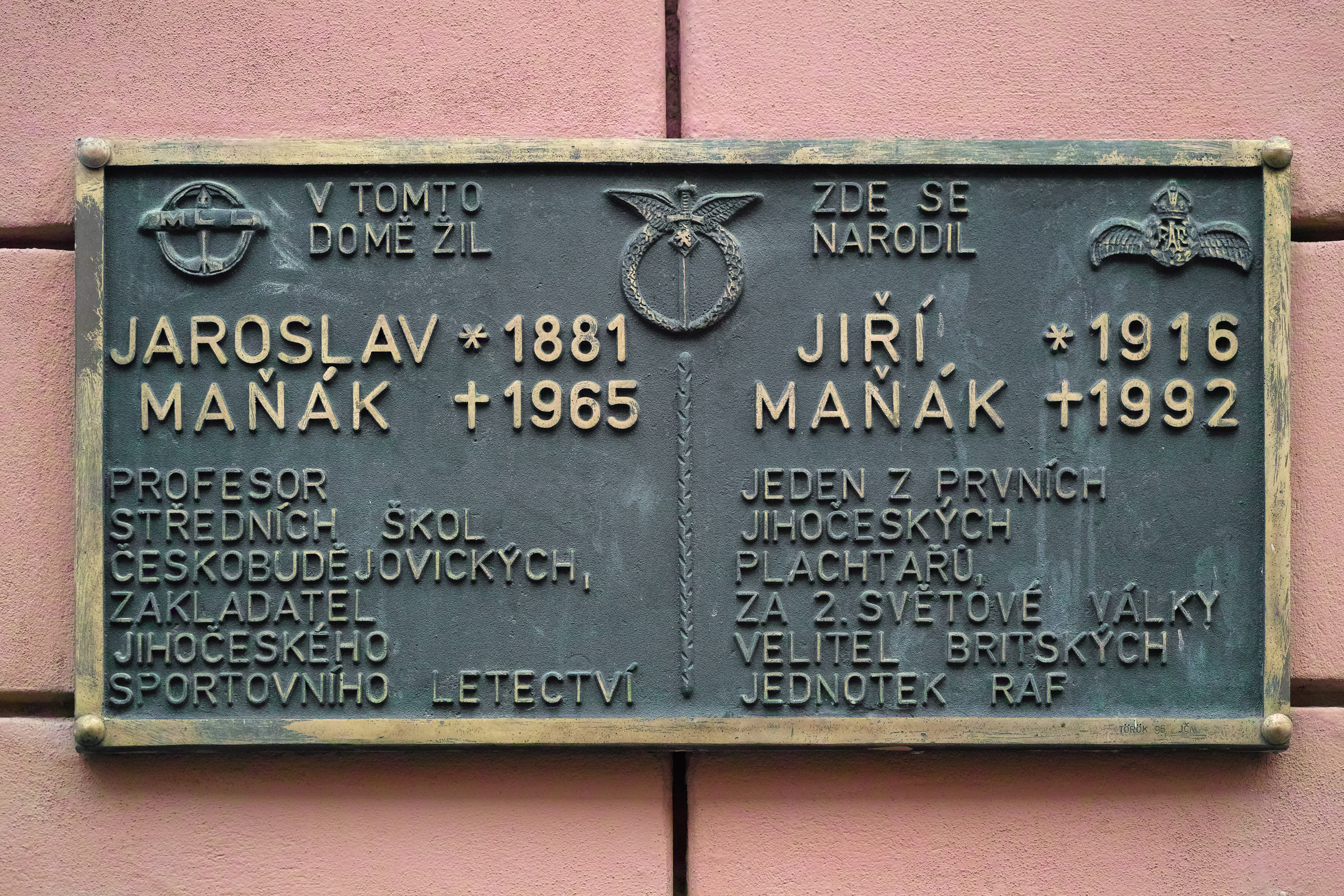
Pamětní deska

Po nacistické okupaci byl vězněn na Pankráci, Buchenwaldu, Brně a Svatobořicích. Po osvobození se vrátil na pozici kantora a vyučoval až do odchodu do důchodu.
Jaroslav Maňák zemřel 16. července 1965 v Českých Budějovicích ve věku 84 let. Mezinárodní letecká federace (FAI) mu posmrtně v roce 1984 udělila čestný diplom za celoživotní práci pro letectví. Dne 20. září 1996 byla pro něj a jeho syna Jiřího v Českých Budějovicích v ulici Dr. Stejskala odhalena pamětní deska.
Jeho syn Jiří Maňák byl válečný pilot britského letectva.